# Joaquín Fabres
Joaquín Fabres Fuenzalida (* 1864 in Santiago de Chile; † 1914 in Paris) war ein chilenischer Maler.
Fabres hatte seine erste Ausbildung als Maler bei seinem Freund Ernesto Molina; später war er Schüler von Juan Francisco González, dessen stilistischer Einfluss in seinen Werken erkennbar ist. Ab 1905 hielt er sich Europa auf und übernahm hier Elemente des Impressionismus. Werke Fabres' befinden sich u. a. im Besitz des Museo Nacional de Bellas Artes. 
Fabre gehörte zum Vorbereitungskomitee der Exposición Internacional 1910 in Buenos Aires. Dort wurden auch seine Werke ausgestellt, und er wurde mit einer Silbermedaille der Ausstellung ausgezeichnet. Weiterhin gehörte er zu den Promotoren für den Bau der Escuela de Bellas Artes, heute die Academia de Pintura, anlässlich des 100. Jahrestages der Unabhängigkeit Chiles 1918.